# 韋斯頓灣
韋斯頓灣（Weston Creek）位於澳大利亚首都堪培拉市。该区包括八个住宅郊区，其位於堪培拉市中心西南大约13（8.1英里）處。

## 著名居民
- 喬治·葛里根，前澳洲國家橄欖球隊队长，在韦斯顿灣长大。
- 米高·貝芬 –前澳大利亚代表板球运动员，在韦斯顿灣长大。
- 海倫·拉澤，作家和ABC电台主持人，在韋斯頓灣长大。
- 羅伯特·德·卡斯特拉，前马拉松运动员，在韦斯顿灣和邻近的松林生活和训练。
- 凯蒂·加拉格，澳大利亚首都領地首席部长，现为联邦参议员，在韦斯顿灣长大。
- 大衛·馬田（David Martin）爵士，前海军少将和新南威尔士州州长，曾在韦斯顿灣居住过一段时间。